# Kroater i Bosnien och Hercegovina
Kroater i Bosnien och Hercegovina brukar kallas för bosnienkroater och är en av tre konstitutionella folkgrupper i Bosnien och Hercegovina. I Västeuropa hänvisar man alla kroater från Bosnien-Hercegovina som bosnienkroater, trots att kroater själva gör en distinktion för kroater som kommer från regionen Hercegovina (kroatiska: pl. Hercegovci, sing. Hercegovac). Sedan Bosnienkriget 1992-1995 bor fler kroater i regionen Hercegovina än i regionen Bosnien. Bosnienkroaterna vidmakthåller staden Mostar som inofficiell huvudstad efter Bosnienkriget, då staden innehar den största kroatiska befolkningen i Bosnien-Hercegovina. Bosnienkroater, likväl som övriga kroater, är till största del romersk-katolskt troende. Religionen, kulturen, språket och den gemensamma historien med kroater i Kroatien är de viktigaste faktorerna för att definiera deras etnicitet.
Det finns ingen exakt data om Bosnien och Hercegovinas befolkning sedan kriget 1992-1995. UNHCR genomförde en inofficiell befolkningsundersökning 1996, men dess validitet är ifrågasatt. Etnisk rensning under Bosnienkriget i början av 1990-talet medförde att en övervägande majoritet flydde eller bosatte sig i den internationellt ej erkända kroatiska republiken Herceg-Bosna, vilken 1994 kom att gå ihop med den muslimska befolkningens regering och tillsammans bilda entiteten federationen Bosnien och Hercegovina. Det uppskattat att det finns omkring 600 000 kroater i Bosnien och Hercegovina. Enligt uppgifter från CIA World Factbook, från år 2000, utgör bosnienkroater 14,3% av Bosnien-Hercegovinas befolkning. Innan kriget genomfördes 1991 den senaste godtagbara folkundersökningen då 760 872 personer deklarerade sig som kroater i Bosnien-Hercegevovina, vilket utgjorde 17,3% av invånarantalet. 

## Historia

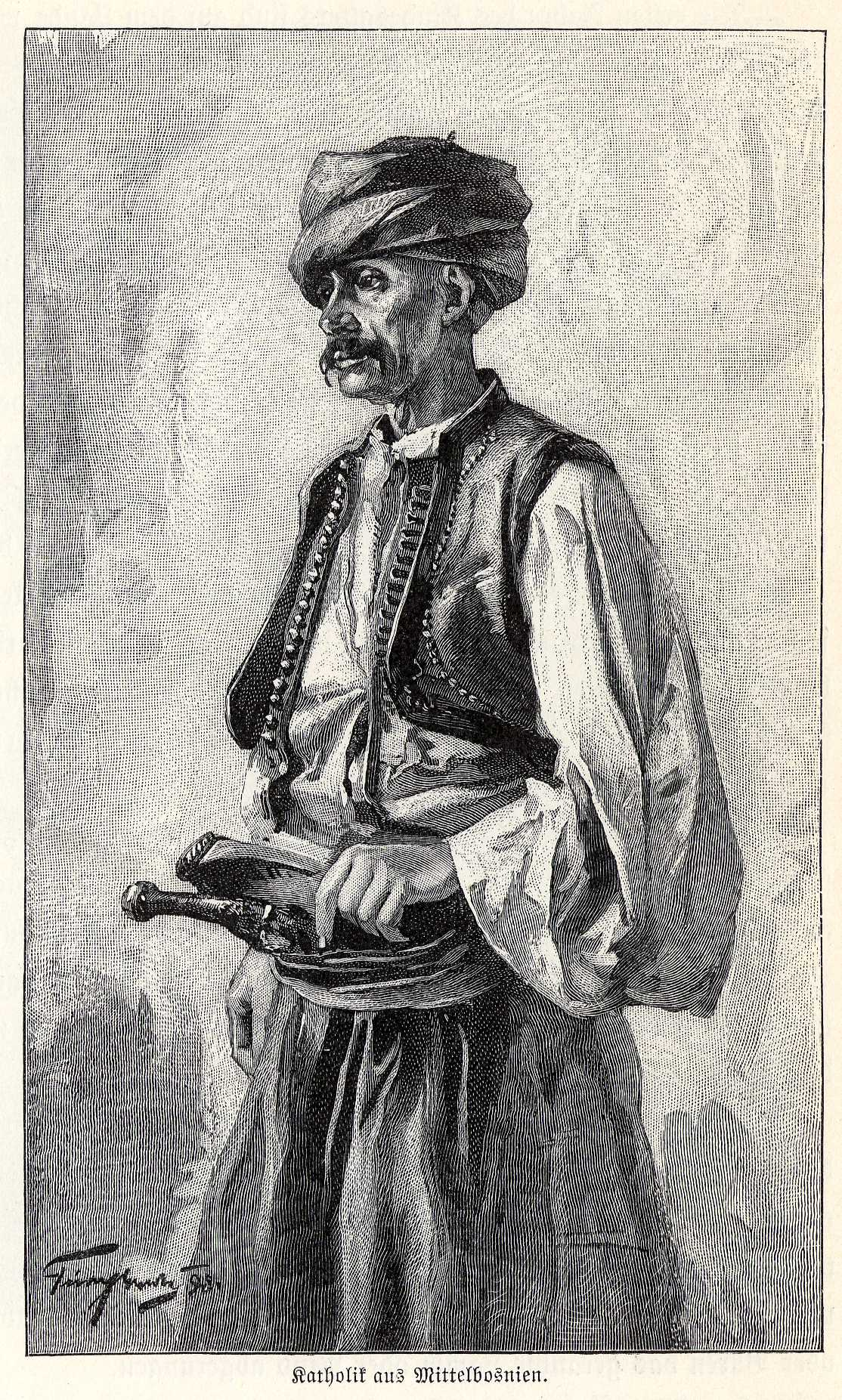
En kroat från centrala Bosnien (1901)

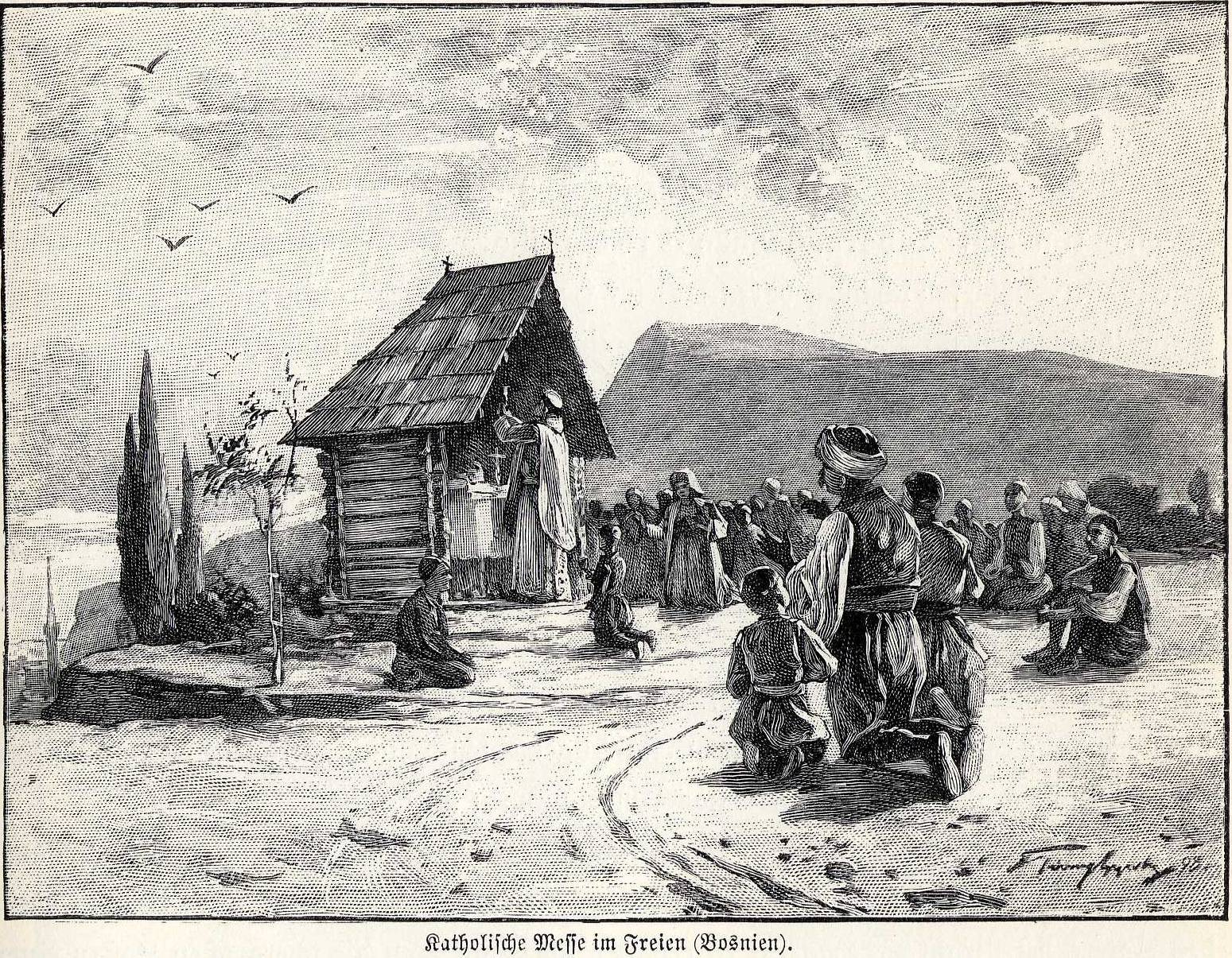
Bosnienkroater som deltar i en mässa utomhus (1901)

Kroater kom att befolka området som idag utgör Bosnien-Hercegovina i början av 600-talet, under den så kallade folkvandringstiden. Kroaterna konverterade till kristendomen tidigt, även om en del få områden fortsatte att tillbe gudarna inom den slaviska mytologin. Kroaterna formade två furstendömen: Pannonien i norr och Dalmatien i söder. Dessa två förenades omkring år 925 under kung Tomislav I, som kröntes på fälten vid Duvno (dagens Tomislavgrad i Bosnien-Hercegovina). Under medeltiden fortsatte dagens Bosnien-Hercegovina i varierande grad vara en del av kungariket Kroatien. 1102 ingick Kroatien i en personalunion med Ungern och under senare delen av medeltiden fick de uppleva att deras domäner kraftigt krympte till de invaderade osmanska turkarna som ockuperade Bosnien och stora delar av dagens Kroatien i flera århundraden. Många kroater tvingades konvertera till islam och deras antal sjönk kraftigt då många flydde för att undkomma det hårda förföljandet som kristna utsattes för då de ansågs vara lägre stående medborgare. Bevarandet av den katolska kyrkans närvaro i dessa områden beror mycket på franciskanerorden, som motverkade emigration bland katolikerna. Sedan den osmanska erövringen kom den västra delen av Bosnien att kallas "Turkiska Kroatien" och utgjorde gränslandet mellan det kristna Europa och det muslimska osmanska riket.
Under 1800-talet började den kroatiska nationella pånyttfödelsen med mål att förena alla kroater i en enda stat, men det skulle dröja en bra bit in på 1900-talet innan detta uppnåddes. Missförhållandena i Bosnien-Hercegovina och det allt svagare Osmanska rikets ställning utnyttjades av Österrike-Ungern som ingrepp i Bosnien-Hercegovina och ockuperade området 1878 och styrde provinserna fram tills landet officiellt annekterade dem 1908. Österrikiskt styre varade till 1918 och provinserna kom efter första världskriget att ingå i Serbernas, kroaternas och slovenernas kungarike, (senare kungariket Jugoslavien) och bosnienkroaterna kom att i den nya administrativa indelning delas upp mellan ett flertal banat (vilket motsvarar läns betydelse). 1938 skapades dock ett nytt banat, kallat banatet Kroatien, vilket förenade en majoritet av bosnienkroaternas områden i Bosnien-Hercegovina med kroaterna i Kroatien i en autonom provins. Denna skapades som ett resultat av missnöjet från kroatisk sida av den serbiska dominansen som fanns i politiken i kungariket Jugoslavien. Den nya autonoma provinsen inkluderade västra Hercegovina och delar av centrala Bosnien men uteslöt ändå en del av bosnienkroaterna. Mellan 1941 och 1945 ingick större delen av Bosnien-Hercegovina som en del av det Ustaša-styrda oberoende staten Kroatien (NDH Kroatien), vilken var en marionettstat till axelmakterna.
Efter andra världskriget kom Bosnien-Hercegovina att ingå i SRF Jugoslavien under ledning av Josip Broz, mera känd som Tito. Vid Jugoslaviens sönderfall i början av 1990-talet fanns önskan hos många kroater både i Kroatien och Bosnien-Hercegovina att även landområden befolkade av bosnienkroater skulle ingå i ett större (enat) Kroatien, vilket bland annat hade starkt stöd hos den kroatiske presidenten Franjo Tuđman och dess försvarsminister Gojko Šušak. Då Bosnienkriget inleddes utropades den kroatiska republiken Herceg-Bosna under dess president Mato Boban, vilken dock aldrig erkändes internationellt. Herceg-Bosnas militära gren hette Hrvatsko vijeće obrane (HVO), vilken dock vann en inre maktkamp mot HOS i krigets inledningsfas. HVO kontrollerade stora områden i Bosnien-Hercegovina fram till 1993 då Herceg-Bosna allierat sig med bosniakerna (muslimerna) i striderna mot bosnienserbernas Republika Srpska, till vilka man förlorat områden som Posavina och bland annat staden Jajce under 1992. Både Posavina och den stora kroatiska befolkningen som bodde kring Banja Luka utsattes för etnisk rensning och tvingades fly. Då den kroat-bosniakiska konflikten utbröt 1993 förlorade HVO kontrollen över flera områden i centrala Bosnien till muslimerna. Hårda strider mellan bosnienkroater och muslimer utbröt i bland annat Mostar, vilket delade staden i två delar. Mostar är än idag delad, genom floden Neretva, mellan en kroatisk del och en bosniakisk del. Den väpnande konflikten mellan bosnienkroater och bosniaker avslutades då Washingtonavtalet skrevs under 1994. Detta innebar att Herceg-Bosna ingick i en federation tillsammans med den bosnienmuslimska områdena, vilket bildade entiteten federationen Bosnien och Hercegovina. 1995 genomförde Kroatiens armé operation Storm mot kroatienserberna i Krajina vilket möjliggjorde att HVO och Kroatiens armé lyckades erövra stora områden i Bosnien-Hercegovina från Republika Srpska. Den snabba militära framryckningen stoppades då fredssamtal inleddes och Daytonavtalet ingicks i slutet av 1995.

### Historiska kartor

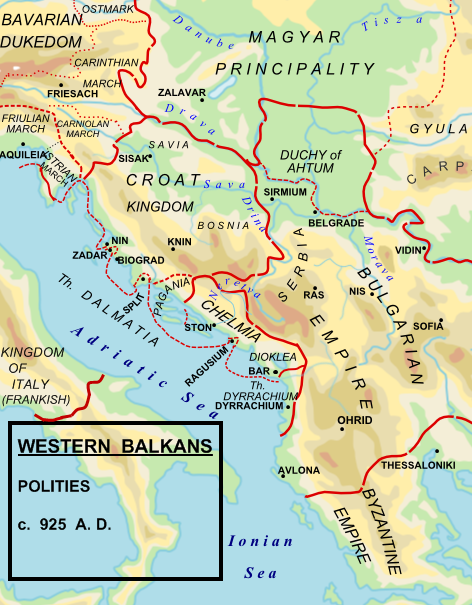
Kroatien år 925
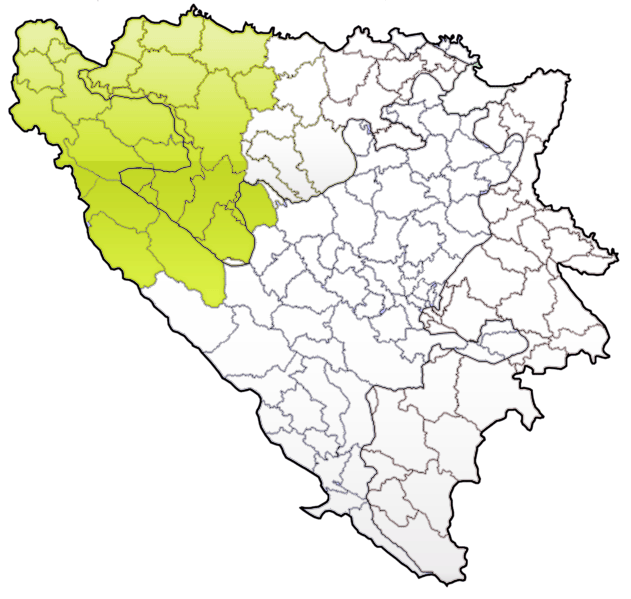
Turkiska Kroatien markerat i grönt
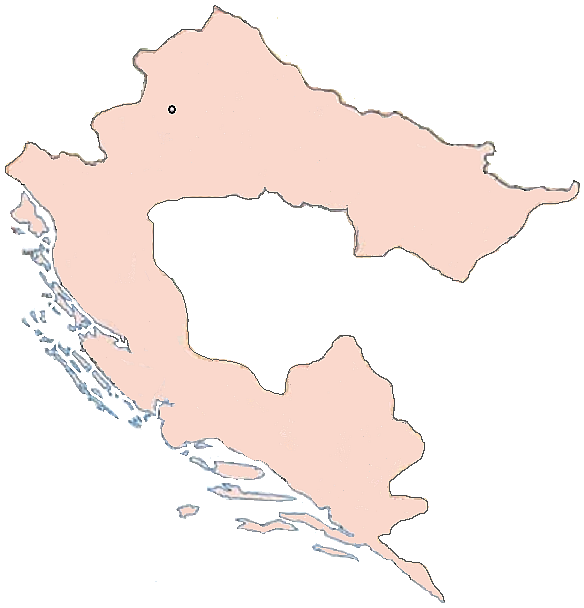
Banovina Kroatien 1939
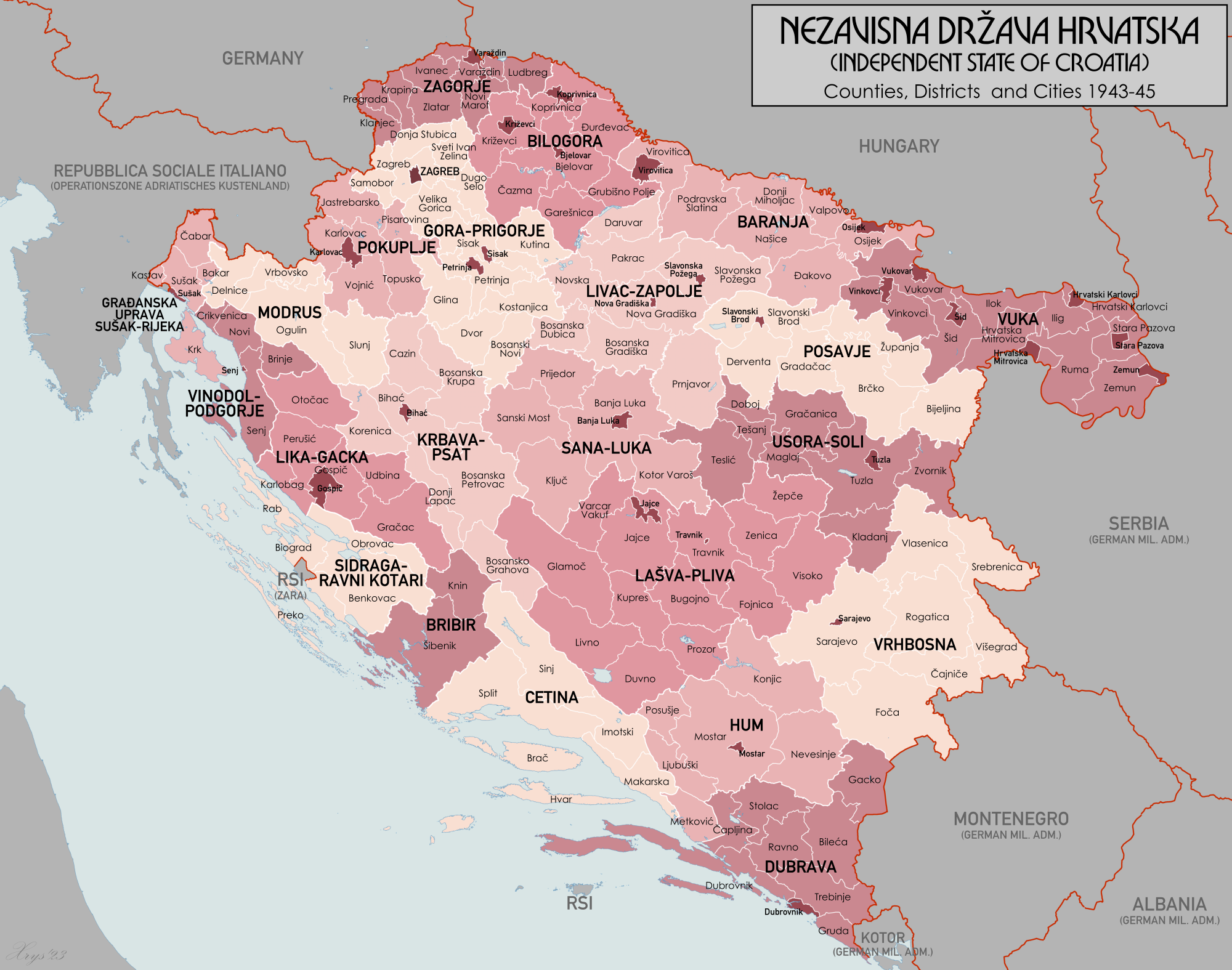
NDH Kroatien 1943
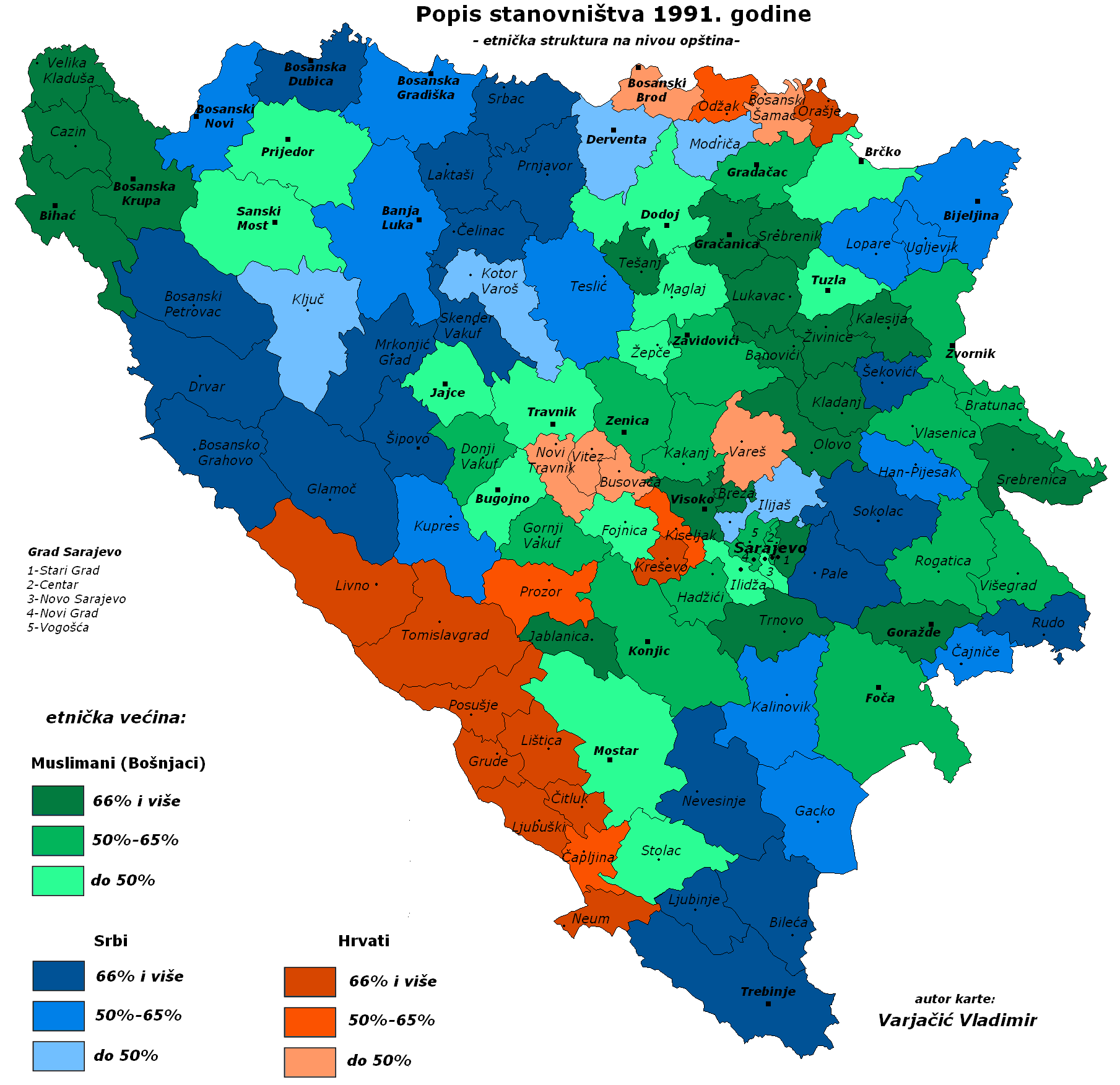
Områden (brunt) med kroatisk majoritet 1991

## Demografi
Enligt vissa uppskattningar har man kommit fram till att det bodde 850 000 till 900 000 invånare i området som utgjorde det medeltida Bosnien, innan området invaderades av de osmanska turkarna.
Av dessa har man bedömt att följande tillhörde:
- katolicismen cirka 750 000 (85,22%)
- bosniska kyrkan cirka 80 000 (9,09%)
- serbisk-ortodoxa kyrkan cirka 50 000 (5,68%)

Även andra källor talar om att befolkningen bestod av mellan 500 000 och 1 000 000 människor då Bosnien stod på höjden av sin makt under medeltiden.
Under efterföljande århundraden utsattes katolikerna i Bosnien-Hercegovina för ett hårt förtryck under de osmanska turkarna. Efter den osmanska erövringen på 1400-talet fördes 100 000-tals kristna i fångenskap för att säljas som slavar, tvångskonverteras till islam och utbildas till att bli sultanens soldater. Detta ledde till att den katolska befolkningen kraftigt minska i antal då många flydde till andra delar Kroatien som låg bortom turkisk kontroll, men även till grannländer som Österrike, Ungern och Italien. Många kroater som bodde i regionen konverterade även till ortodoxa kyrkan eller islam för att undkomma förtryck eller få skattelättnader. Onekligen förde den osmanska ockupationen med sig stora demografiska förändringar i regionen.
Först efter att Österrike-Ungern ockuperat området 1878, och senare 1908 annekterat området, började den katolska befolkningen i Bosnien-Hercegovina att åtnjuta fullständiga rättigheter. Under den habsburgska administrationen gjordes flera folkundersökningar där den katolska befolkningen fick följande resultat:
- 1879: 209 391 (18,08%)
- 1885: 265 788 (19,88%)
- 1895: 334 000 (21,3%)
- 1910: 434 061 (22,87%)

Då Bosnien-Hercegovina kom att tillhöra kungariket Jugoslavien efter första världskriget utfördes befolkningsundersökningar två gånger med följande resultat för katoliker i Bosnien-Hercegovina:
- 1921: 444 308 (23,58%)
- 1931: 547 949 (23,58%)

Enligt den federala statistikbyrån i Belgrad omkom under andra världskriget 7850 bosnienkroater (4,4%) i Bosnien-Hercegovina. Under efterkrigstidens Jugoslavien (1945-1991) sjönk bosnienkroaternas andel främst på grund av utflyttning till Kroatien, länder i Västeuropa, Nordamerika, Sydamerika eller Australien men även till en mindre del på grund av ett minskat barnafödande. Enligt de jugoslaviska befolkningsundersökningarna fick bosnienkroaterna följande andel för respektive år:
- 1948: 614 123 (23,9%)
- 1953: 654 229 (23%)
- 1961: 711 665 (21,7%)
- 1971: 772 491 (20,6%)
- 1981: 758 136 (18,4%)
- 1991: 760 872 (17,38%)

Före Bosnienkrigets utbrott 1991 bodde kroater främst i västra Hercegovina (kroater utgjorde cirka 98%), västra Bosnien, centrala Bosnien och Posavina. Kriget 1991–1995 följdes av storskaliga etniska rensningar från alla tre sidor. Detta ledde till att bosnienkroater främst flyttade till områden som kontrollerades av kroater inom den kroatiska republiken Herceg-Bosna eller Kroatien. 
Det finns ingen exakt data om Bosnien och Hercegovinas befolkning sedan kriget 1992-1995 men det uppskattas att det idag finns omkring 600 000 kroater i Bosnien och Hercegovina. Enligt uppgifter från CIA World Factbook, från år 2000, utgör bosnienkroater 14,3% av befolkningen. Sedan kriget bor majoriteten av alla kroater i Bosnien-Hercegovina i federationen Bosnien och Hercegovina, vilken är den ena av två entiteter som utgör landet. Federationen är indelad i tio kantoner. 
Kroater dominerar eller är i majoritet i fyra av dessa: Västra Hercegovina kanton, Posavina kanton, Västra Bosnien kanton och Hercegovina-Neretva kanton, medan de utgör en stor minoritet i Centrala Bosnien kanton.
Bosnienkroater utgör idag majoritet i följande städer och kommuner: Mostar, Stolac, Ravno, Čapljina, Neum, Čitluk, Grude, Kiseljak, Kreševo, Livno, Ljubuški, Kupres, Jajce, Dobretići, Odžak, Domaljevac-Šamac, Orašje, Posušje, Prozor-Rama, Široki Brijeg, Tomislavgrad, Vitez, Žepče, Usora, Novi Travnik och Busovača. 
Dessutom utgör de en stor minoritet i följande städer och kommuner: Vareš, Gornji Vakuf, Uskoplje, Fojnica, Bugojno, Travnik, Kakanj, Tuzla och Brčko.

## Kultur

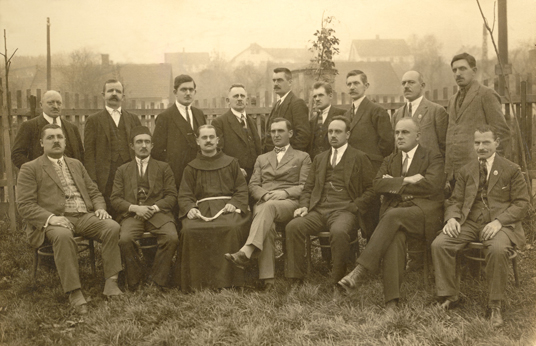
HKD Napredak i Sarajevo 1911

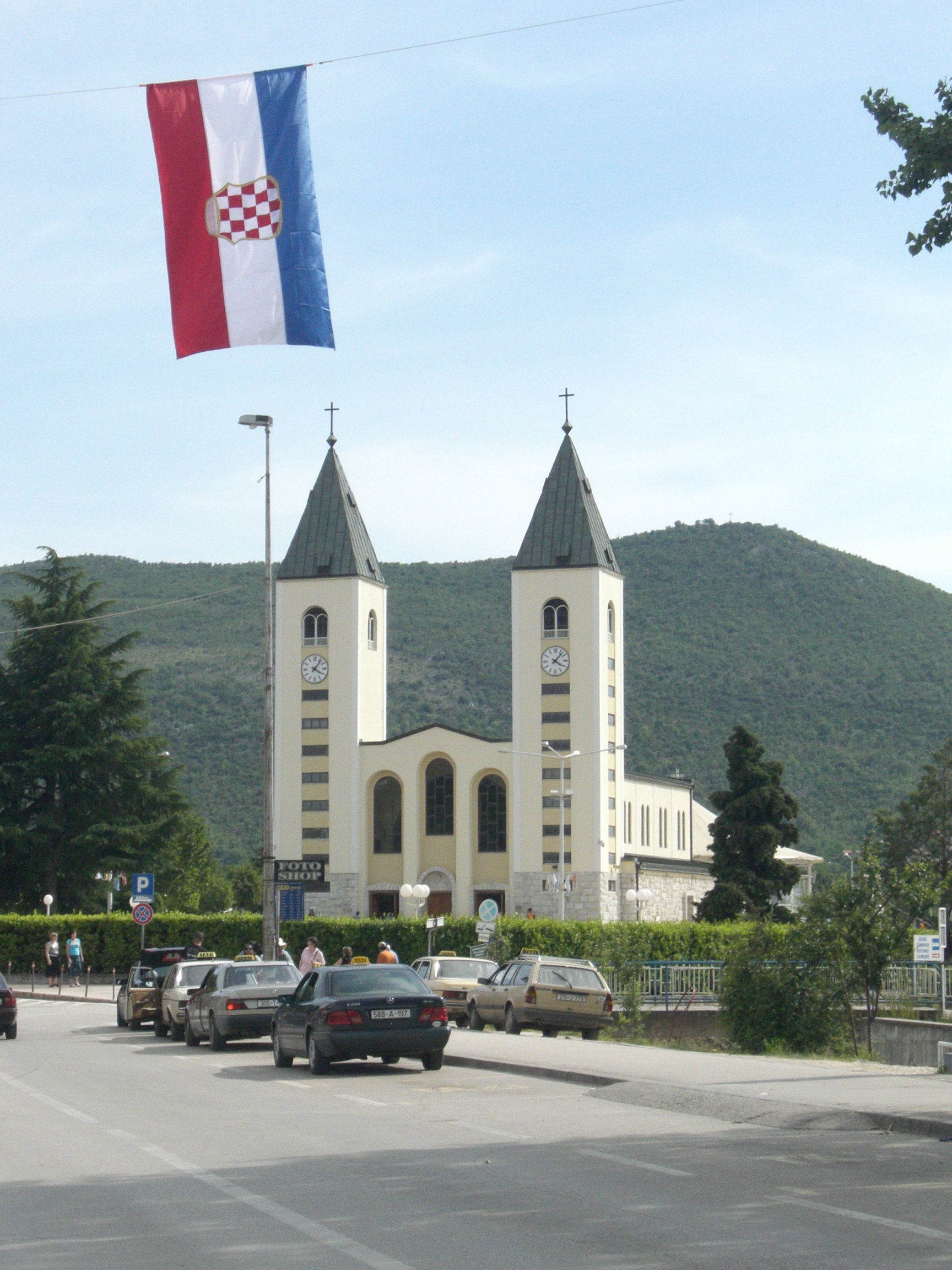
Kyrka i Međugorje.

En av de mest betydelsefulla kulturinstitutionerna för bosnienkroater är kroatiska kulturföreningen HKD Napredak. Föreningen hjälper bosnienkroatiska ungdomar till högre utbildning genom att ge ut universitetsstipendier. Napredak arbetar även för att stödja bland annat kulturbevarande. Föreningen har flera systerföreningar över hela Bosnien-Hercegovina och Kroatien, såväl som i den kroatiska diasporan. Inom diasporan är den en av de största konsertarrangörerna för kroatiska artister.
Universitetet i Mostar är den enda institutionen för högre utbildning i landet som enbart är på kroatiska. Många av kroaterna från Bosnien-Hercegovina studerar vid universitet i Kroatien, varav den största och mest populära är universitetet i Zagreb.
Det finns för närvarande två stora kroatiska musikfestivaler i landet: Etnofest Neum och Melodije Mostara. Dessa två festivaler bjuder regelbundet på de bästa bosnienkroatiska artisterna såväl som populära artister från Kroatien.
Kända bosnienkroatiska musiker inkluderar Bijelo Dugmes Željko Bebek, Mate Bulić, Ivan Mikulić, Boris Novković, Vesna Pisarović och gruppen Feminnem.
Kroatisk litteratur i Bosnien-Hercegovina såg sitt ursprung under 1600-tals författaren och franciskanmunken Matija Divković. Franciskanorden i Bosnien och Hercegovina var den utan tvekan största källan till spridning och nyproduktion av katolsk och kroatisk litteratur under den osmanska-perioden. Några munkar som bidragit stort som författare är bland annat Ivan Franjo Jukić, Grgo Martić och Didak Buntić. Bland senare sekulära författare kan nämnas 1900-tals poeten Antun Branko Šimić. I Jugoslavien kom Ivo Andrić att bli den främste kroatiska författaren från Bosnien-Hercegovina. 1961 tilldelades han Nobelpriset i litteratur. En annan bosnienkroat att få Nobelpriset var Vladimir Prelog som erhöll priset i kemi 1975.

### Religion

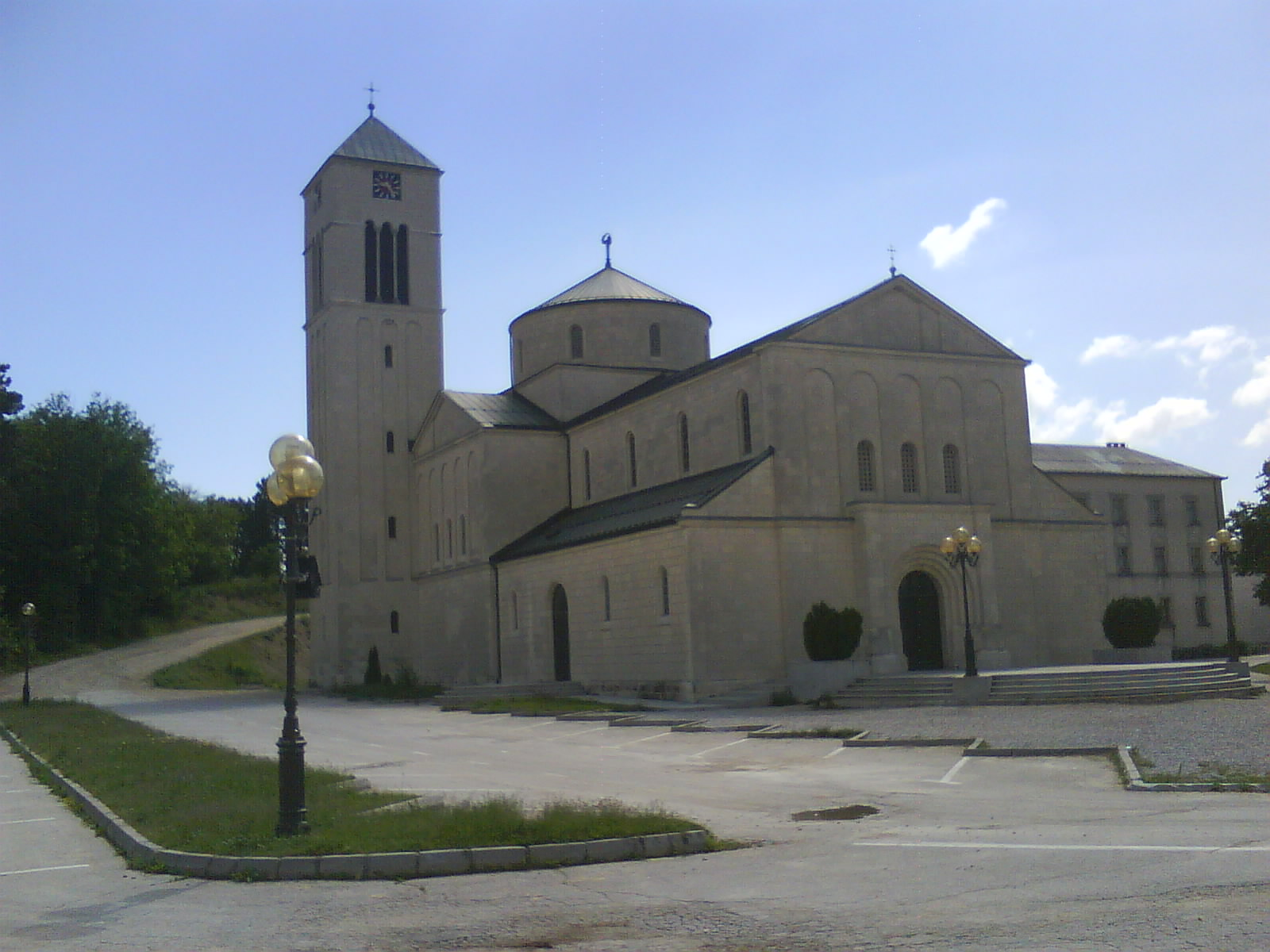
Kyrka i Tomislavgrad

Kroater utgör nästintill hela den katolska kyrkan i Bosnien och Hercegovina. Landet är indelat i fyra stift: ärkestiftet Vrhbosna (med säte i Sarajevo, stiftet Banja Luka och stiftet Mostar-Duvno, vars biskop även har sedan 1890 evig apostolisk välsignelse att leda det fjärde stiftet Trebinje. Stiftet Mostar-Duvno är det största sett till antalet troende, då det i dess stift bor en majoritet av alla kroater i Bosnien-Hercegovina. Församlingen i Međugorje, med dess helgedom tillägnad jungfru Maria, är ett viktigt vallfärdsmål och tar emot miljoner pilgrimer från hela världen varje år.
Franciskanorden i Bosnien och Hercegovina var den enda fungerande katolska organisationen sedan landet fallit under osmanska riket (1463-1878). Dess arbete och närvaro bidrog starkt till att den katolska kyrkan överlevde i landet då den var mycket förtryckt och tidvis förföljd. Många munkar har bidragit som författare och genom ett stort utbud av litterära verk, främst på kroatiska, vilket bidragit till ett bevarande av dess kulturella egenart. Flera kloster är än idag i bruk och bland de mest berömda kan nämnas Kraljeva Sutjeska.

#### Kyrkogalleri

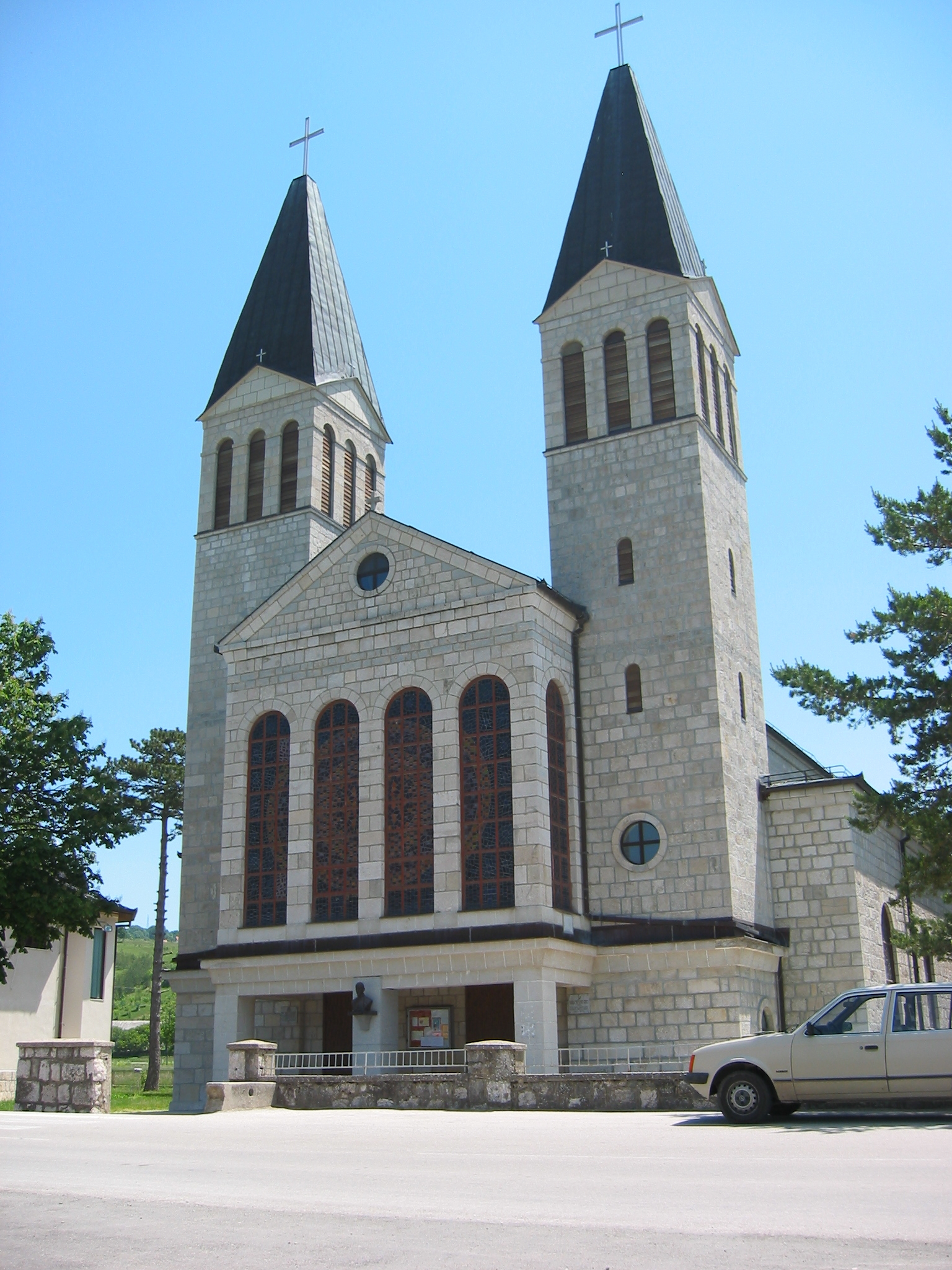
Kyrka i Podhum
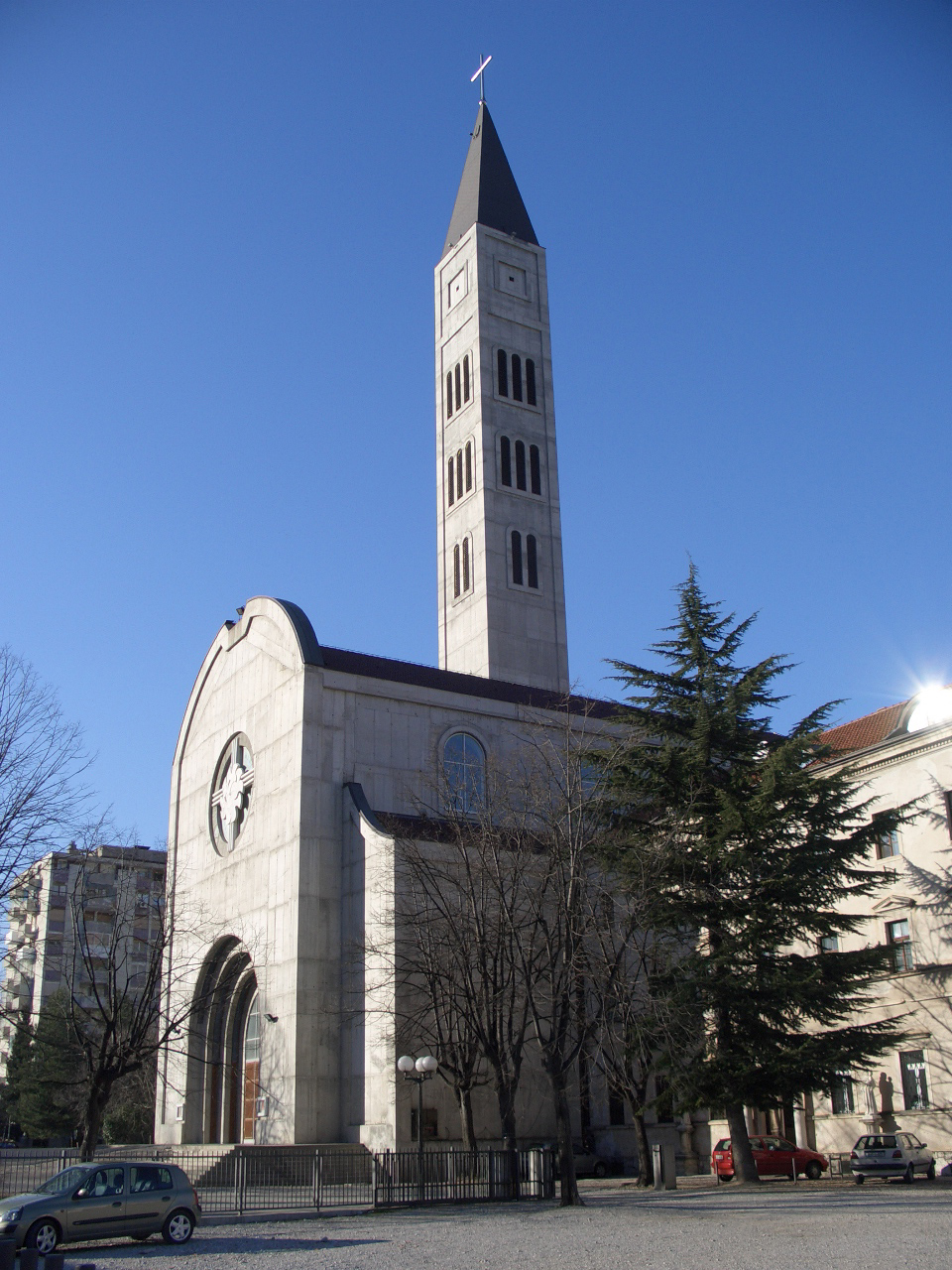
Kyrka i Mostar
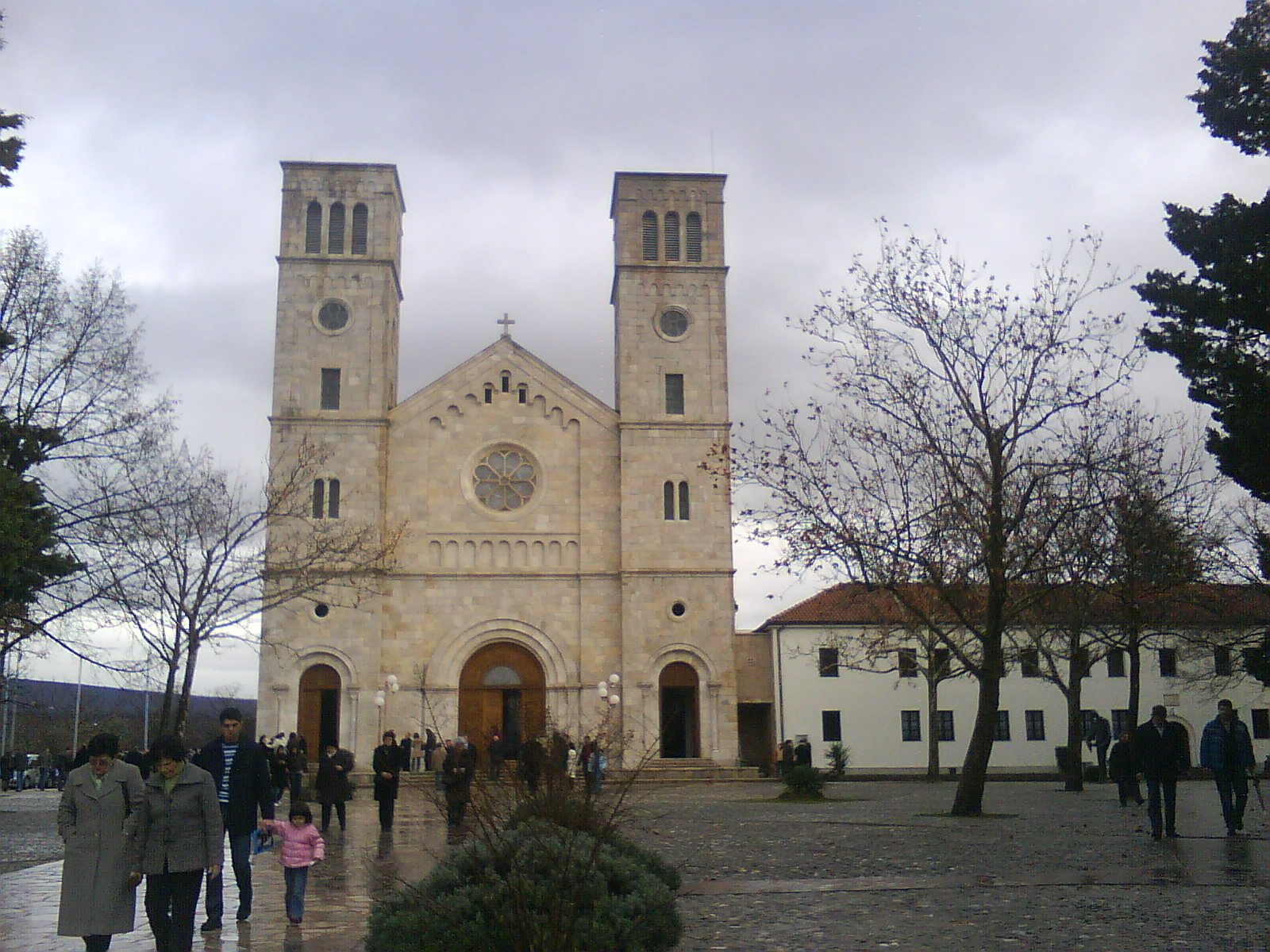
Basilika i Široki Brijeg
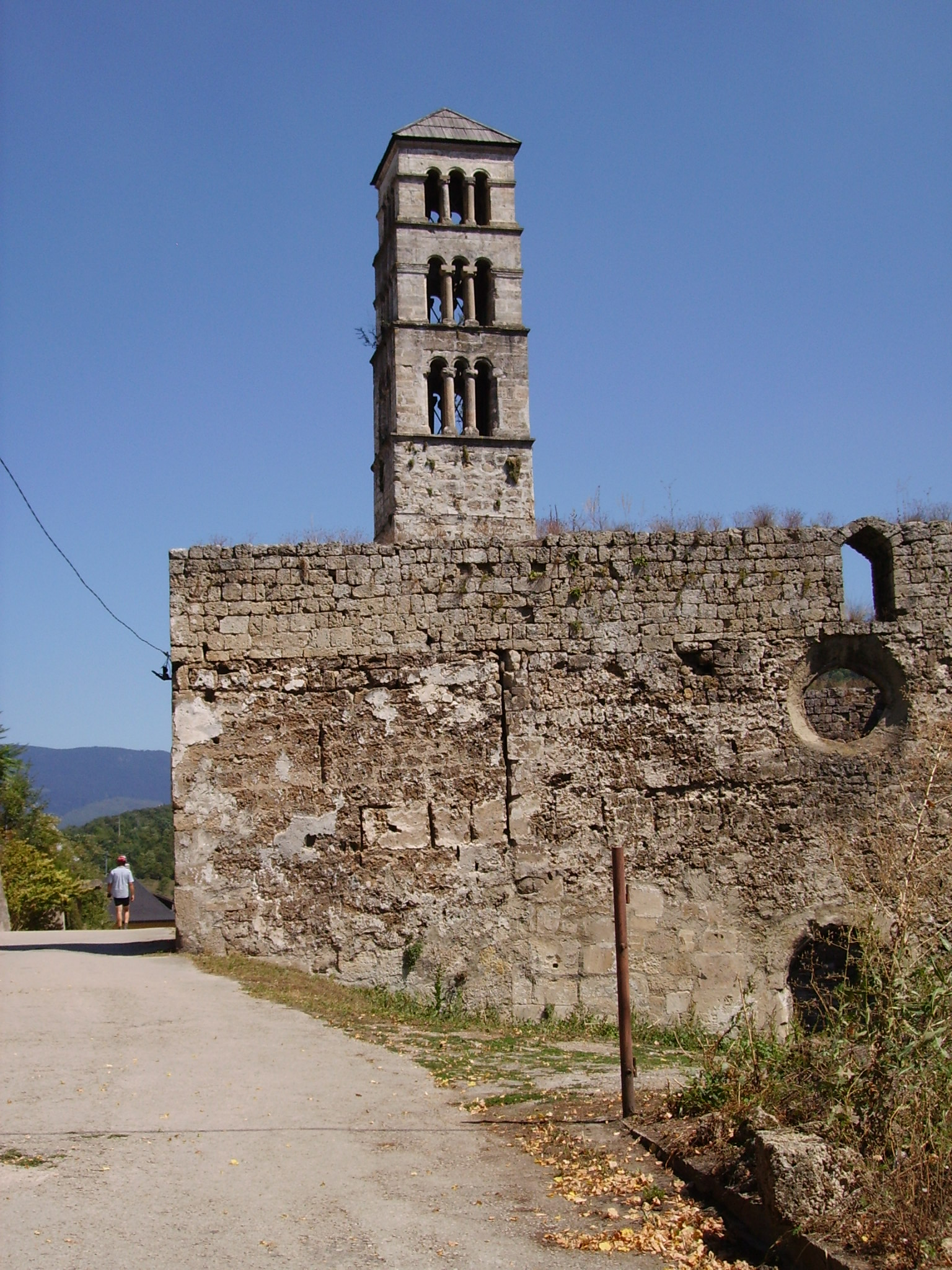
Gamla kyrktornet i Jajce

### Språk
Bosnienkroaterna talar kroatiska, vilket är ett av tre officiella språk i Bosnien och Hercegovina, tillsammans med bosniska och serbiska. Kroatiskan använder sig av en form av det latinska alfabetet, kallat det kroatiska alfabetet, vilket utformades av Ljudevit Gaj under första halvan av 1800-talet. Bosnienkroaterna talar den štokaviska-dialekten av kroatiska, vilket är standardformen (den officiella dialekten) av kroatiskan och den helt dominerande dialekten i Bosnien-Hercegovina. Den štokaviska-dialekten är i sin tur uppdelad i underdialekter, varav bosnienkroaterna talar en väst-štokavisk dialekt. Ursprungligen och ännu på medeltiden talades den čakaviska dialekten i nordvästra Bosnien och Hercegovina, men denna kom att trängas undan mot kustlandet i Kroatien (Dalmatien, Primorje och Istrien) som följd av den turkiska invasionen. Därefter ersattes den čakaviska dialekten av den i štokaviska takt med att immigranter flyttade in öster ifrån.
Universitetet i Mostar är den enda institutionen för högre utbildning i Bosnien-Hercegovina som enbart håller undervisning på kroatiska.

### Sport

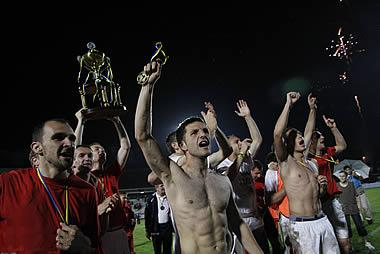
HŠK Zrinjski Mostar firar cup-guldet 2008

Ett stort antal kroatiska idrottsföreningar i Bosnien-Hercegovina är bland landets mest framgångsrika. De är mycket välrepresenterade i de nationella mästerskapen i relation till andelen bosnienkroater som bor i landet. Inom fotbollen är HŠK Zrinjski Mostar, NK Široki Brijeg, NK Žepče, NK Posušje och HNK Orašje bland de mest framgångsrika. Tillsammans har de (2010) vunnit fem titlar i det nationella mästerskapet och tre titlar i den nationella cupen sedan 2000, då man började tävla nationellt. Åren innan avgjordes mästerskap i ligor där klubbarna tillhörde olika etniciteter. Andra populära kroatiska idrottsföreningar är NK Brotnjo, NK SAŠK Napredak, HNK Ljubuški, med flera. Klubbarnas spelare tillhör oftast flera olika etniciteter.
Före 2000 höll bosnienkroaterna sig med ett eget seriesystem i fotboll och den högsta divisionen hette Herceg-Bosnas förstaliga. Därefter gick de samman med den av UEFA godkända Bosnien-Hercegovinas fotbollsförbund och dess seriesystem. Många bosnienkroatiska spelare har deltagit i internationella tävlingar, både för Kroatiens landslag såväl som för Bosnien-Hercegovinas landslag. Däribland kan nämnas Miroslav Blažević, Vedran Ćorluka, Mario Stanić, Mladen Petrić, Darijo Srna, Zvonimir Boban och Davor Šuker. Dessa är antingen födda i Bosnien-Hercegovina (inom dåvarande Jugoslavien) eller direkta ättlingar genom sina föräldrar till bosnienkroater. Bland övriga sportprofiler kan nämnas basketspelaren Zoran Planinić, tennisspelaren Ivan Ljubičić, vilken var med och vann Davis Cup 2005, och handbollsmålvakten Vlado Šola, som var med och vann guld i OS 2004.

### Symboler

Herceg-Bosnas statsvapen, bosnienkroaternas vapensköld.

Bosnienkroaterna använder sig av Herceg-Bosnas flagga och Herceg-Bosnas statsvapen för att representera sin folkgrupp. Herceg-Bosnas flagga och statsvapen var officiella för den kroatiska republiken Herceg-Bosna mellan 1991 och 1994, då entiteten var självständig. Flaggan är mycket lik Kroatiens flagga och är baserad på densamma, med de röd-vit-blåa vågräta ränderna och en schackrutig vapensköld i röd-vita färger. Herceg-Bosnas statsvapen, som även återfinns i flaggan, skiljer sig dock åt från Kroatiens i sköldens form och kronan som kröner skölden. Både flaggan och statsvapnet förekommer ofta och används flitigt i bosnienkroatiska städer, byar och områden i Bosnien-Hercegovina. Dessutom är flaggan och statsvapnet de officiella i två av de bosnienkroatiska kantonerna: Västra Hercegovina kanton och Västra Bosnien kanton.
Kroater i Bosnien-Hercegovina hade sina egna registreringsskyltar för bilar fram till 1998. Registreringsskyltarna var mycket lika de som används i Kroatien men istället för Kroatiens statsvapen användes Herceg-Bosnas statsvapen. 1998 fick alla bilar i Bosnien-Hercegovina likadana registreringsskyltar, vilka nu istället visar Bosnien och Hercegovinas statsvapen och varken uppger i vilken stad bilen är registrerad i eller vilken folkgrupps entitet man till bor i. Förändringen skedde som en följd av att många bilar vandaliserades då en bil från de olika entiteterna besökte någon annan. De nya registreringsskyltarna anonymiserade bilen och föraren, vilket löste en del av problemet. Följande tabell visar vilka städer som utgav nummerplåtar och dess förkortning som användes på registreringsskyltarna:
| Mostar, MO  | Čapljina, ČA | Posušje, PO  | Široki Brijeg, ŠB | Jajce, JA | Tomislavgrad, TG |
| Travnik, TR | Orašje, OR   | Kiseljak, KI | Prozor-Rama, RA   | Žepče, ŽE | Livno, LI        |

## Politik
Det finns flera kroatiska partier i Bosnien-Hercegovina, många är systerpartier eller har motsvarande partier i Kroatien. De största partierna är HDZ-BiH (Hrvatska demokratska zajednica), HDZ 1990 och HSP (Hrvatska Stranka Prava). Mindre partier är HSS-NHI (Hrvatska seljačka stranka - Nova hrvatska inicijativa), HPB (Hrvatski Pravaški Blok) och NSRB (Narodna Stranka Radom za Boljitak). Historiskt sett bildade bosnienkroaterna egna partier redan under osmanskt styre och två partier deltog i landets första val 1910 (då en provins inom Österrike-Ungern).
Politiskt är kroaterna de mest marginaliserade i landet. Inom federationen är kroaterna i minoritet jämfört med bosniakerna, och de är ännu färre på federal nivå. Kroaterna är en av de tre konstitutionella folkgrupperna i Bosnien-Hercegovina vars presidentämbete delas mellan en framröstad representant från varje folkgrupp. Den nuvarande bosnienkroatiske presidenten är Željko Komšić. Dock har även denna post kommat att symbolisera politisk marginalisering efter att Komšić blivit anklagad för att ha blivit vald genom ett kryphål i lagen som gör att muslimska bosniaker kan välja att rösta för den bosnienkroatiska presidenten.
År 2001 bildades kroatiskt självstyre i Bosnien-Hercegovina (Hrvatska samouprava u Bosni i Hercegovini) för ett ökat kroatiskt självstyre inom både kantoner och kommuner. Det anordnades av HDZ-BiH för att lösa problemen för bosnienkroaterna i landet och bejaka dess rättigheter. Ante Jelavić, partiledare för HDZ-BiH, valdes till president för det kroatiska folkets parlament (Hrvatski narodni sabor) som ej strävar efter full självständighet utan endast ett ökat självstyre inom Bosnien-Hercegovina och värnande om bosnienkroaternas politiska rättigheter och kulturbevarande.
År 2005 hölls en konferens i Neum om den konstitutionella lagens ställning för kroater i Bosnien och Hercegovina. Dess huvudsakliga syfte var att lyfta fram hur man skulle göra om landets politiska system och hur bosnienkroaters rättigheter skulle bejakas inom språk, utbildning, kultur och media. Den organiserades av universitetet i Mostar och kroatiska sällskapet för konst och vetenskap medan den sponsrades av den dåvarande bosnienkroatiske presidenten Ivo Miro Jović samtidigt som den även mottog stöd från en mängd andra organisationer. Konferensen resulterade i deklarationen om den konstitutionella lagens ställning för kroater i Bosnien och Hercegovina, vilken fastslog en mängd krav på jämställd behandling av bosnienkroaterna i landet. Det mest markanta kravet var skapandet av tre republiker inom nationen. Samtliga tre konstitutionella folkgrupper ska ha sin egen autonoma republik medan Bosnien-Hercegovina skall utgöra en federal stat. Deklarationen hävdar att detta är det säkraste sättet att följa FN:s konvention om civila, sociala och kulturella rättigheter för jämställdhet bland alla folkgrupper, oavsett dess antal.
Andra viktiga frågor som deklarationen tar upp rör behovet av en statlig rikstäckande tv-kanal på kroatiska inom landet. De övriga två konstitutionella folkgrupperna har redan detta men har nekats för bosnienkroaterna. Deklarationen upprätthöll rätten att lära sig kroatiska i skolan samt behovet av att bevara dess folks kultur.

## Galleri

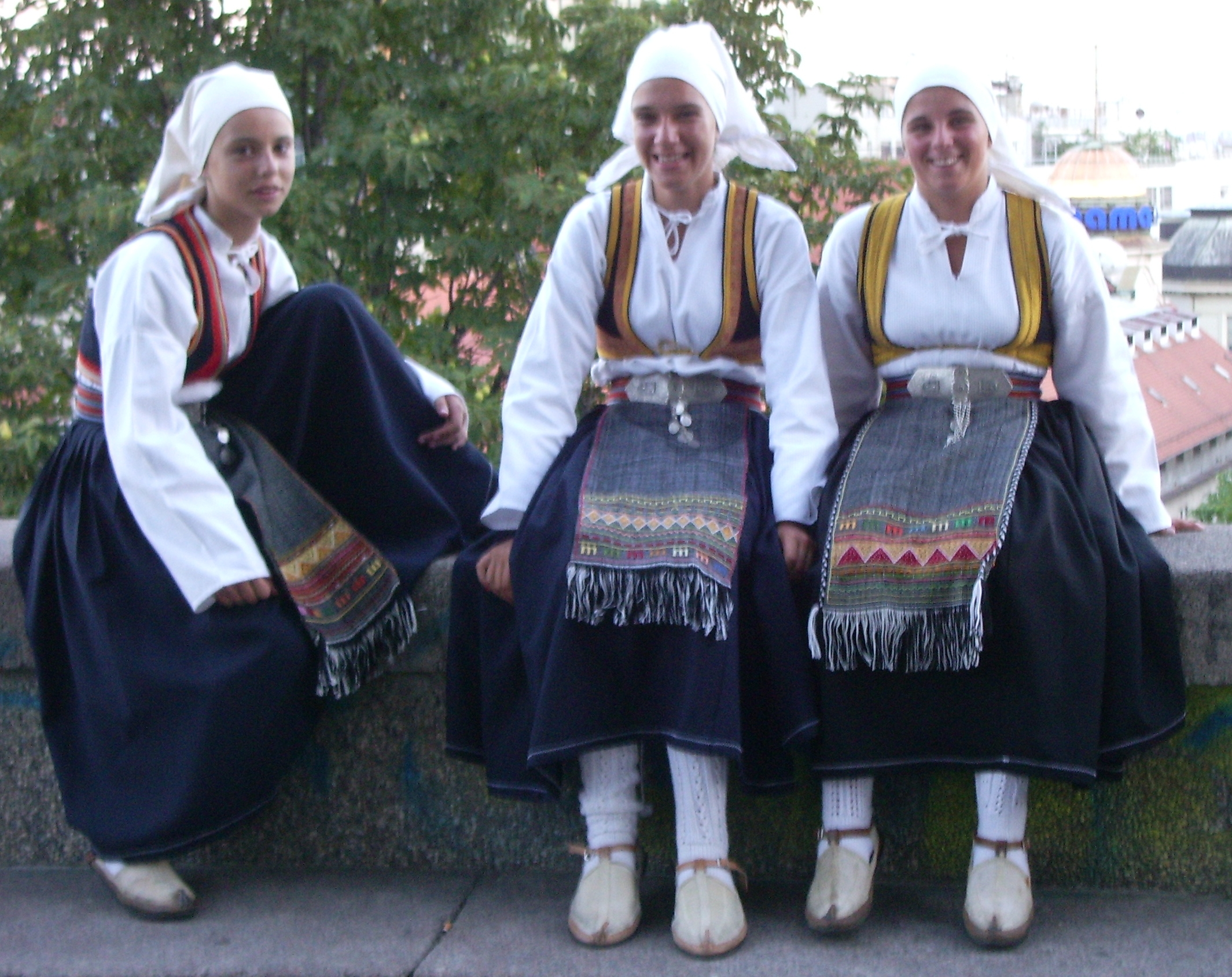
Bosnienkroatiskor i traditionella dräkter (Neum)
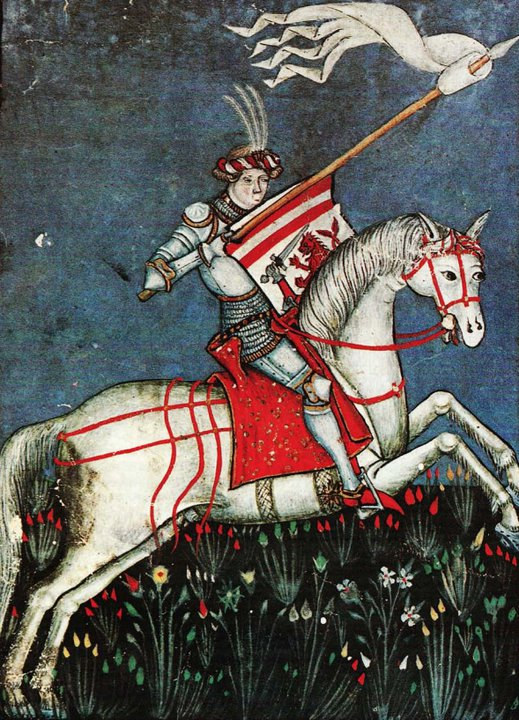
Hrvoje Vukčić - vicekung av Kroatien och storhertig av Bosnien
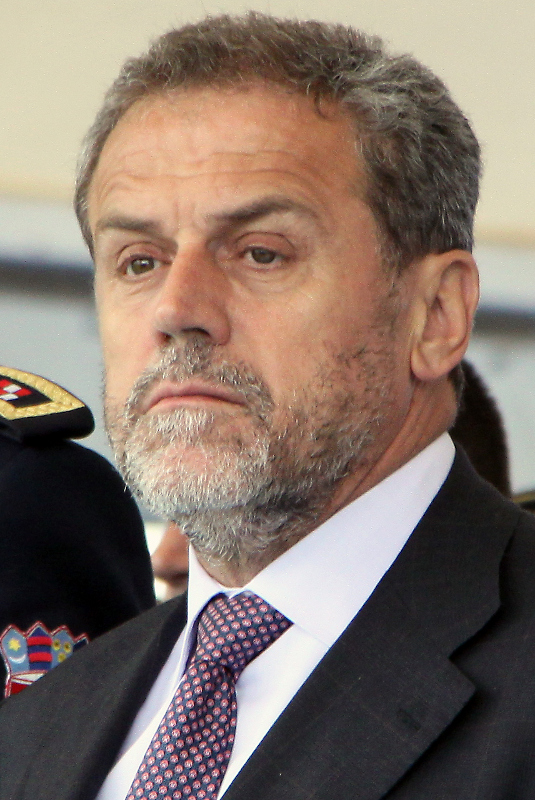
Milan Bandić - Zagrebs borgmästare
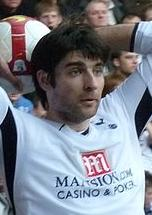
Vedran Ćorluka - fotbollsspelare
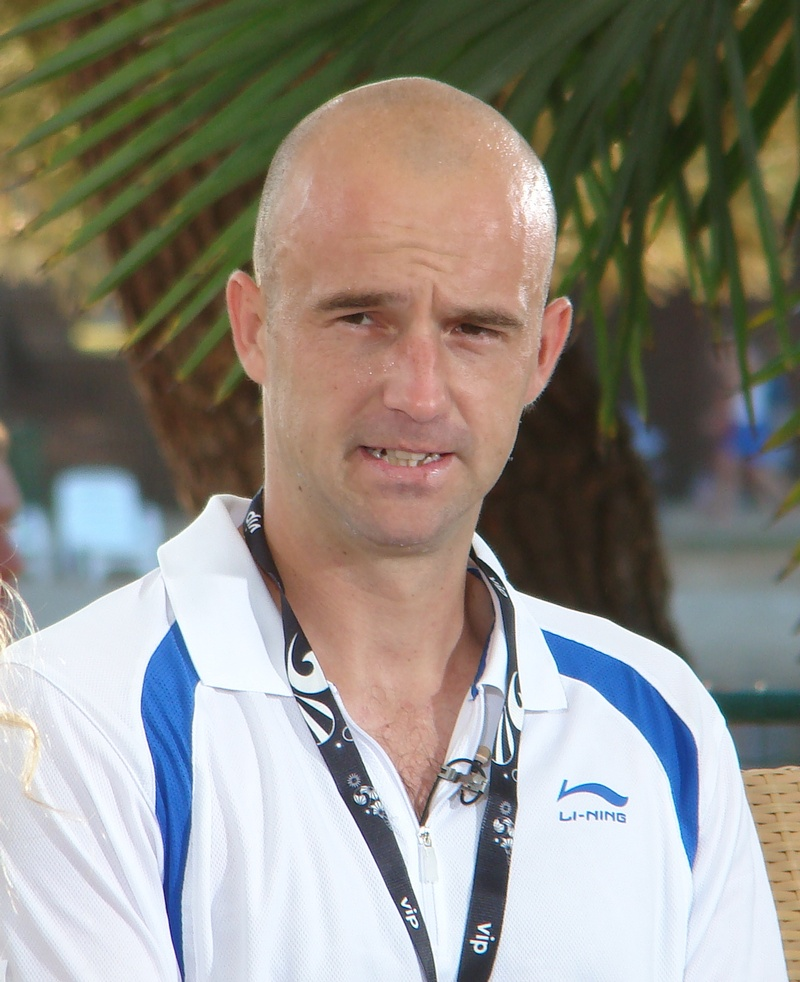
Ivan Ljubičić - tennisspelare
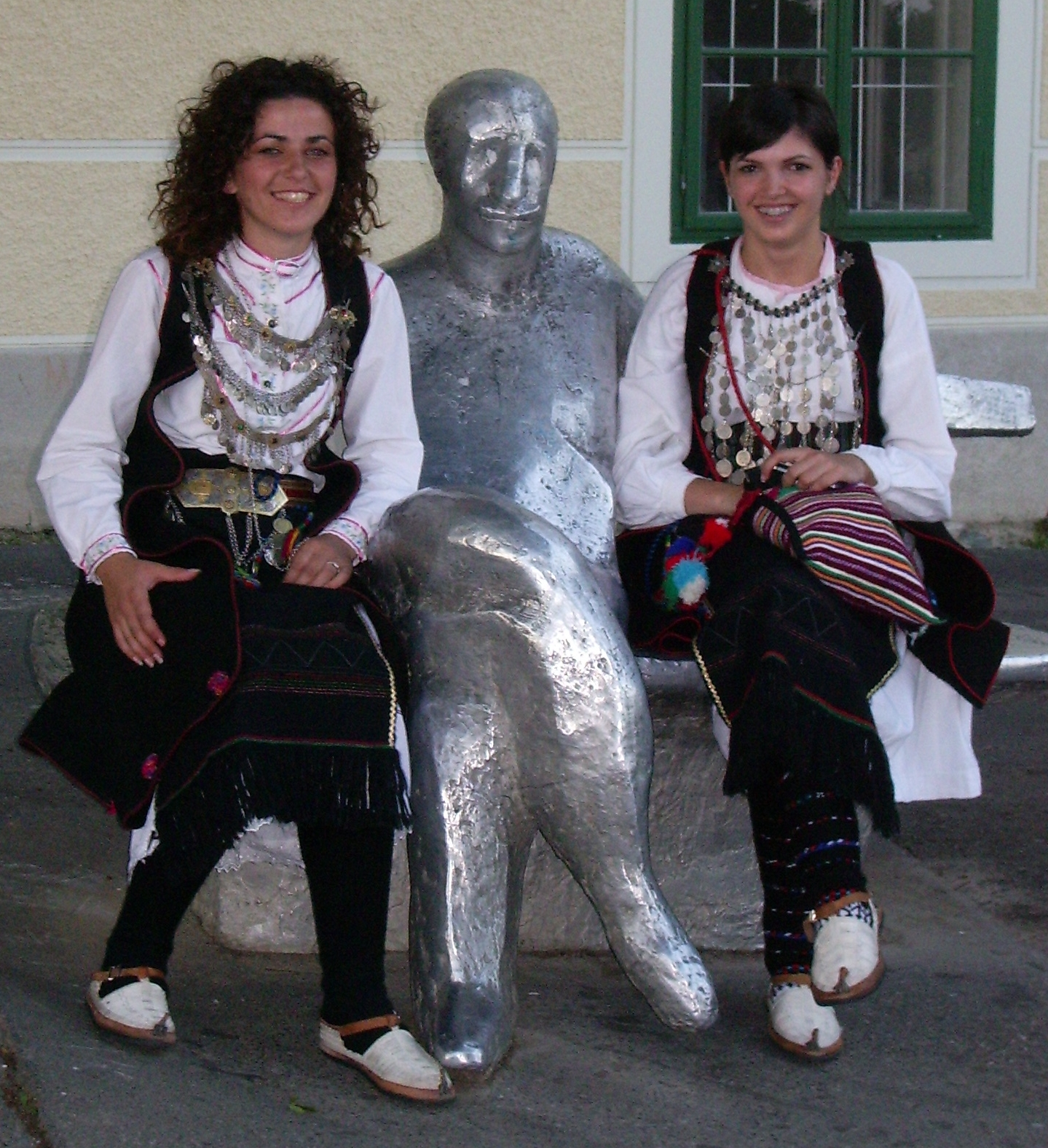
Bosnienkroatiskor i traditionella dräkter (Tomislavgrad)
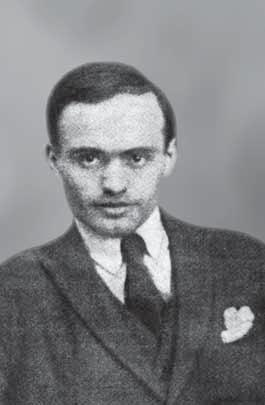
Antun Branko Šimić - poet
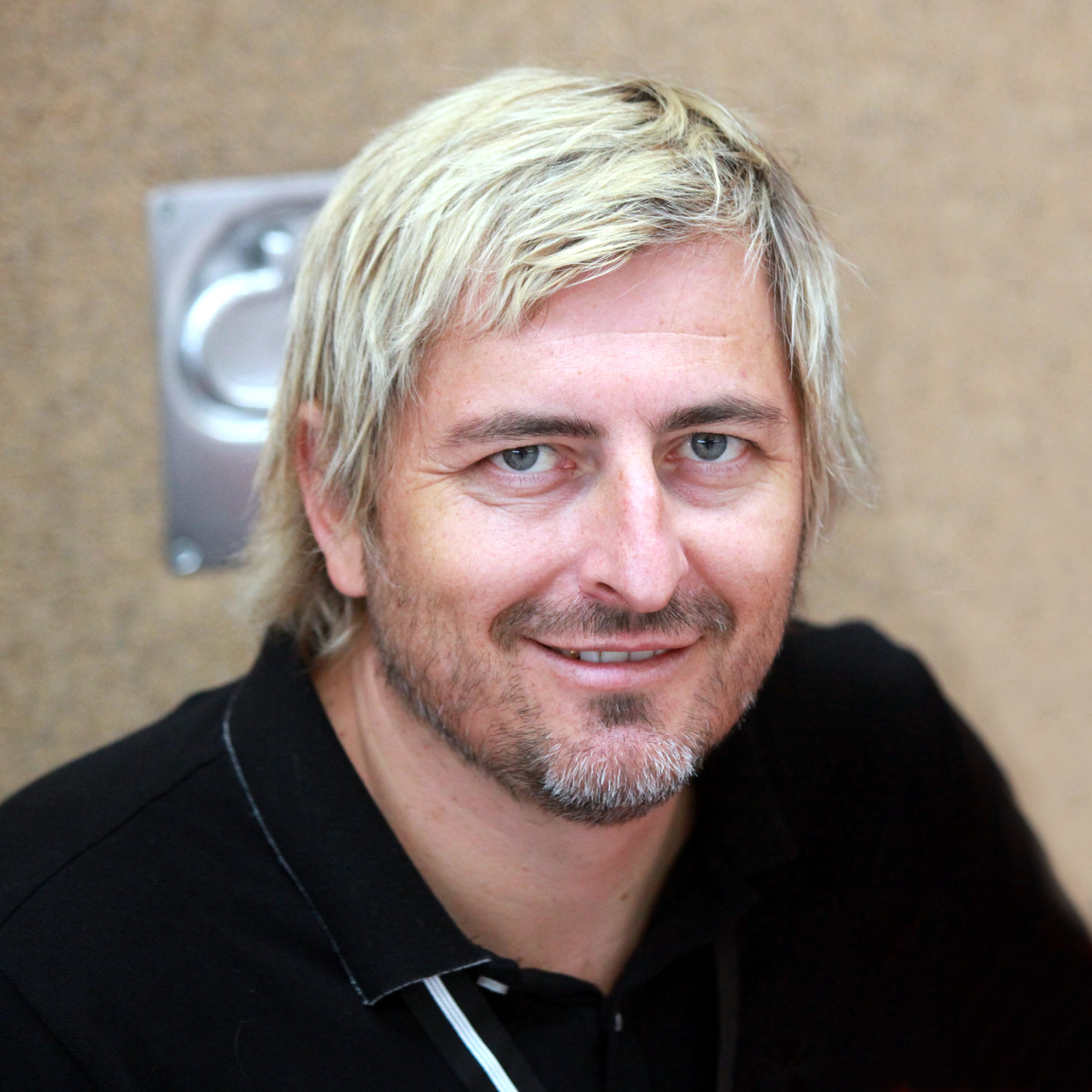
Vlado Šola - handbollsmålvakt
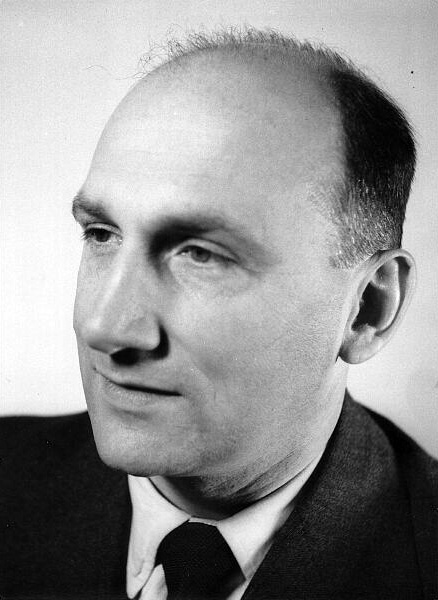
Vladimir Prelog - nobelpristagaren i kemi
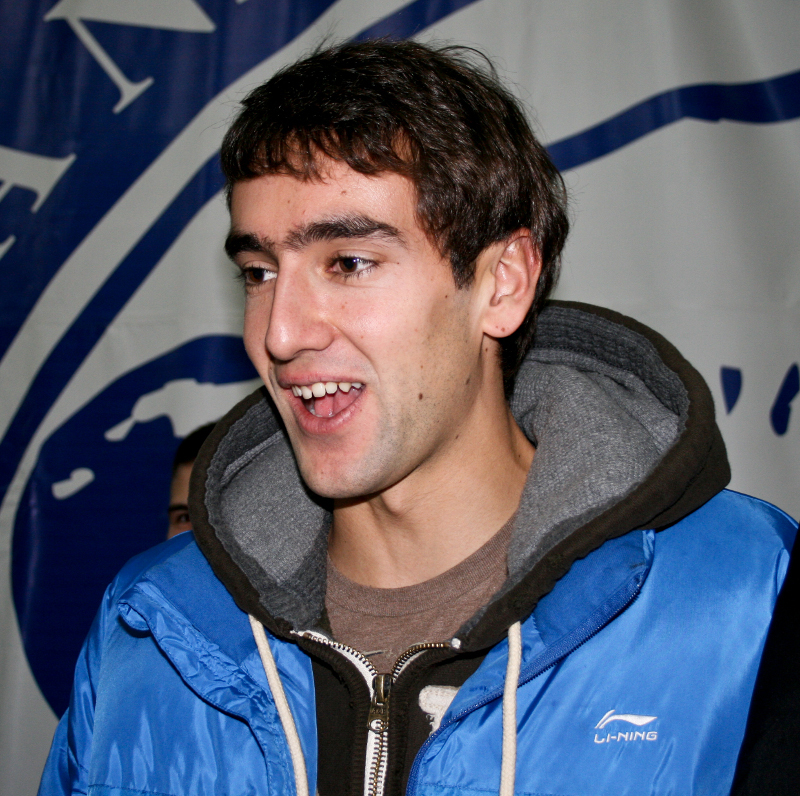
Marin Čilić - tennisspelare
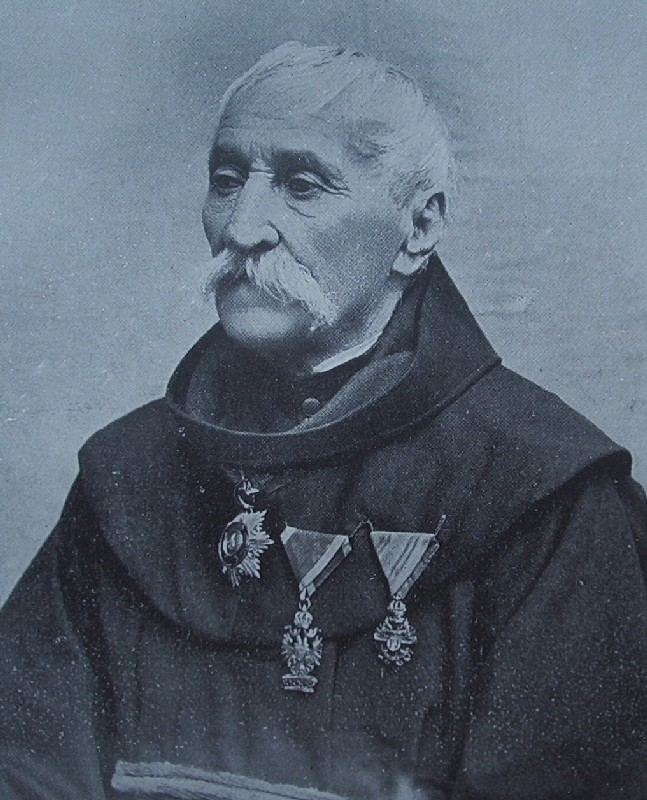
Grga Martić - författare och franciskan
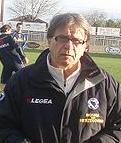
Miroslav "Ćiro" Blažević - fotbollstränare
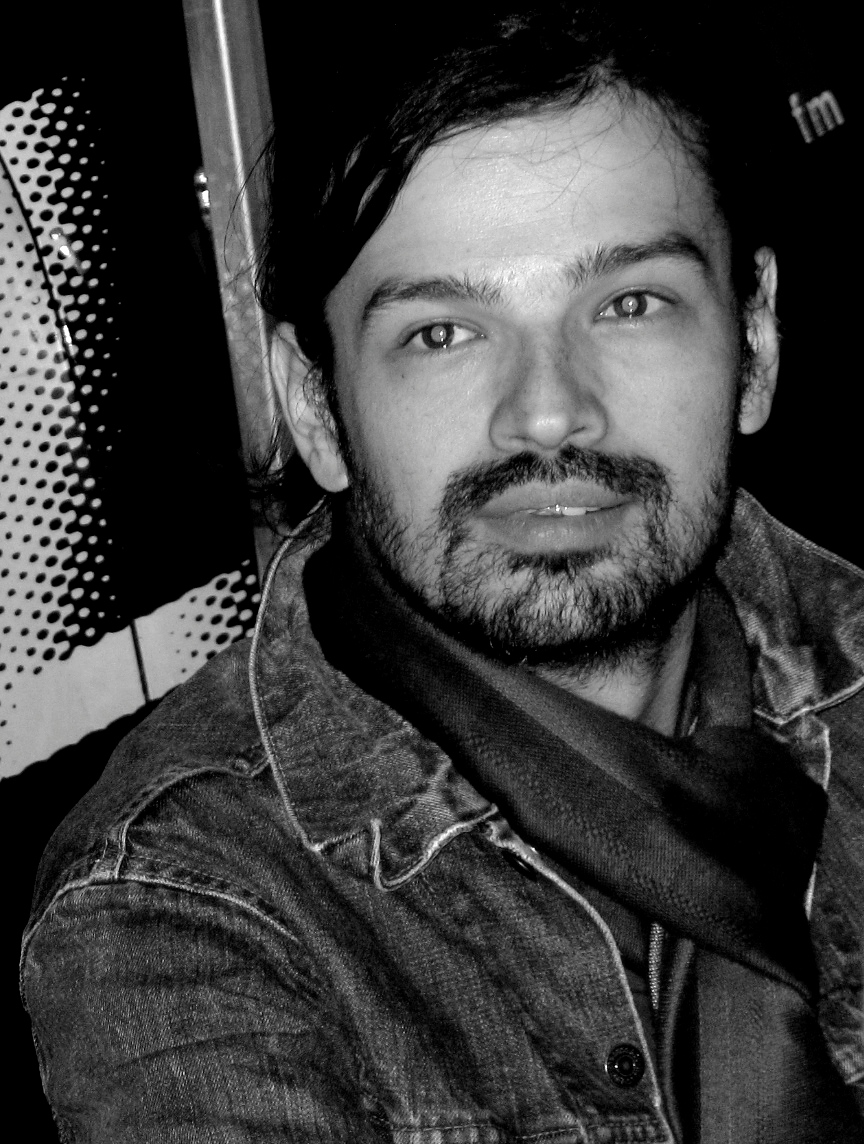
Tomo Miličević - gitarrist i 30 Seconds to Mars
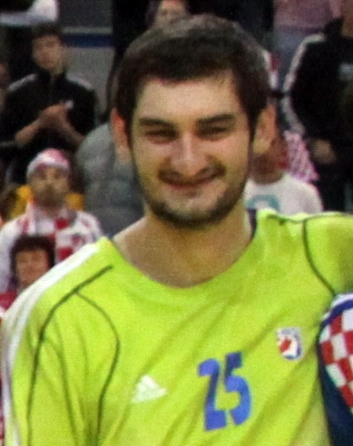
Mirko Alilović - handbollsmålvakt
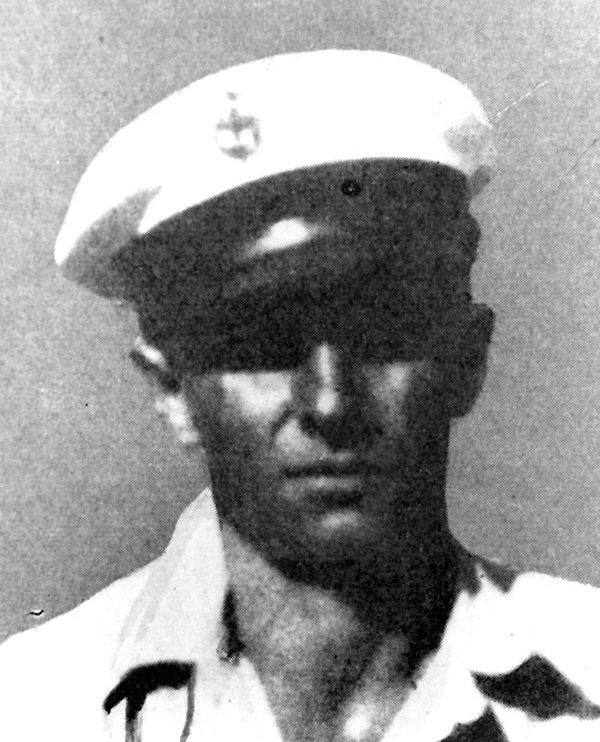
Peter Tomich - soldat som tilldelades Medal of Honor